# Aischinés z Élidy
Aischines nebo Aischinés (starořecky Αἰσχίνης–Aischines / jiný přepis: Aischinés) byl v roce 760 př. n. l. vítěz olympijských her v běhu na jedno stadium.
Aischines ze Starověké Élidy zvítězil v běhu na jedno stadium na 5. olympijských hrách, v jediné disciplíně, v níž se od jejich založení v roce 776 př. n. l. soutěžilo. Hry se o další disciplínu běhu na dvě stadia (diaulos) rozšířily na olympijských hrách v roce 724 př. n. l. Prvním vítězem běhu na dvě stadia se stal Hypénos z Pisy. Velikost stadia se pohybovala zhruba od 175 do 200 metrů (olympijské stadium mělo 192,27 metru).